# Democrazia Adesso
Democrazia Adesso (in tedesco: Demokratie Jetzt, DJ) è stato un movimento civico tedesco orientale nato nel settembre 1989 in veste di organizzazione che si opponeva al regime del Partito di Unità Socialista di Germania (SED).
Nel novembre 1989 il movimento propose di tenere le cosiddette "tavole rotonde" per dialogare con il governo. Questa proposta finì per concretizzarsi il mese successivo.
In qualità di rappresentante di Democrazia Adesso, Wolfgang Ullmann venne nominato ministro senza portafoglio nel governo di Hans Modrow nel febbraio 1990. Poco dopo, Democrazia Adesso formò la coalizione elettorale Alleanza 90 insieme ai movimenti Nuovo Forum e Iniziativa per la Pace ei Diritti Umani. Questa coalizione  con il 2,9% dei voti, ottenne 12 seggi alle elezioni parlamentari in Germania Est del 1990.
Nel 1991 Democrazia Adesso prese parte alla fondazione del partito Alleanza 90, che nel 1993 assunse il nome di Alleanza 90/I Verdi.
Alcuni importanti membri di Democrazia Adesso furono Wolfgang Ullmann, Konrad Weiß, Katrin Göring-Eckardt, Wolfgang Tiefensee e Günter Nooke.